# Ото Пьоцъл
Ото Пьоцъл (на немски: Otto Pötzl) е австрийски невролог и психиатър. Той е един от известните представители на Виенското медицинско училище и е един от пионерите на невропсихологията.

## Биография
Роден е в католическо семейство на 29 октомври 1877 година във Виена, Австро-Унгария. Завършва медицина през 1907 г. във Виенския университет. Впоследствие специализира неврология и психиатрия. В периода 1905 – 1921 г. работи като асистент и главен медик при Юлиус Вагнер-Яурег във Виена. През 1919 г. е назначен за извънреден професор във Виенския университет. Между 1922 и 1928 г. Пьоцъл работи като професор в Прага, а през 1928 г. наследява Яурег във Виена.
След като посещава лекция на Пьоцъл, Фройд го кани да посети лекции на Виенското психоаналитично общество. През 1917 г. той се отчита с публикация озаглавена „Experimentally provoked dream images as an illustration of Freudian dream analysis“ („Експериментално предизвикани сънища като илюстрация на анализа на сънищата на Фройд“). Шест месеца по-късно получава и членство в обществото до 1933 г.

## Кратка библиография
- Pötzl, Otto. (1917). Experimentell erregte Traumbilder in ihren beziehungen zum indirekten sehen. Zeitschrift fürdie gesamte Neurologie und Psychiatrie, 37. 3 – 4.
- Pötzl, Otto. (1960). Preconscious stimulation in dreams, associations, and images. In Classical studies, with Allers, Rudolf, and Teler, Jakob. New York: International Universities Press.
- Pötzl, Otto, with Economo, C., Pick, E., Molitor, H., and Strasser, A. (1929). Der Schlaf. Mitteilungen und Stellungnahme zum derzeitigen Stande des Schlafproblems. Munich.